# Parmotrema balense
Parmotrema balense är en lavart som först beskrevs av Winnem, och fick sitt nu gällande namn av Hale. Parmotrema balense ingår i släktet Parmotrema och familjen Parmeliaceae.   Inga underarter finns listade i Catalogue of Life.